# Pequeño Lago de los Esclavos
El Pequeño Lago de los Esclavos (del inglés: Lesser Slave Lake) es un lago de Canadá localizado en el centro de la provincia de Alberta, al noroeste de la capital provincial de Edmonton. Con una superficie de 1.160 km², es el segundo lago mayor enteramente en los límites de Alberta —después del lago Claire— y también el mayor con fácil acceso en vehículo. El lago tiene una longitud de más de 100 km y 15 km en su punto más ancho, con una profundidad media de 11,4 m de y máxima de 20,5 m. El principal emisario del lago es el pequeño río de los esclavos que drena en el río Athabasca, y que vía Gran Lago del Esclavo y el río Mackenzie, acaba en el mar de Beaufort.
El principal asentamiento en la región del lago es la ciudad de Slave Lake (6.782 hab. en 2011), que está situada en el extremo oriental del lago, alrededor de la boca del pequeño río de los esclavos. Según el sitio web de la ciudad, el nombre de Lago de los Esclavos se originó por el nombre que varias tribus de la nación invasora cree dieron despectivamente a una nación aborigen, a la que llamaron Slavee.

## Conservación y desarrollo

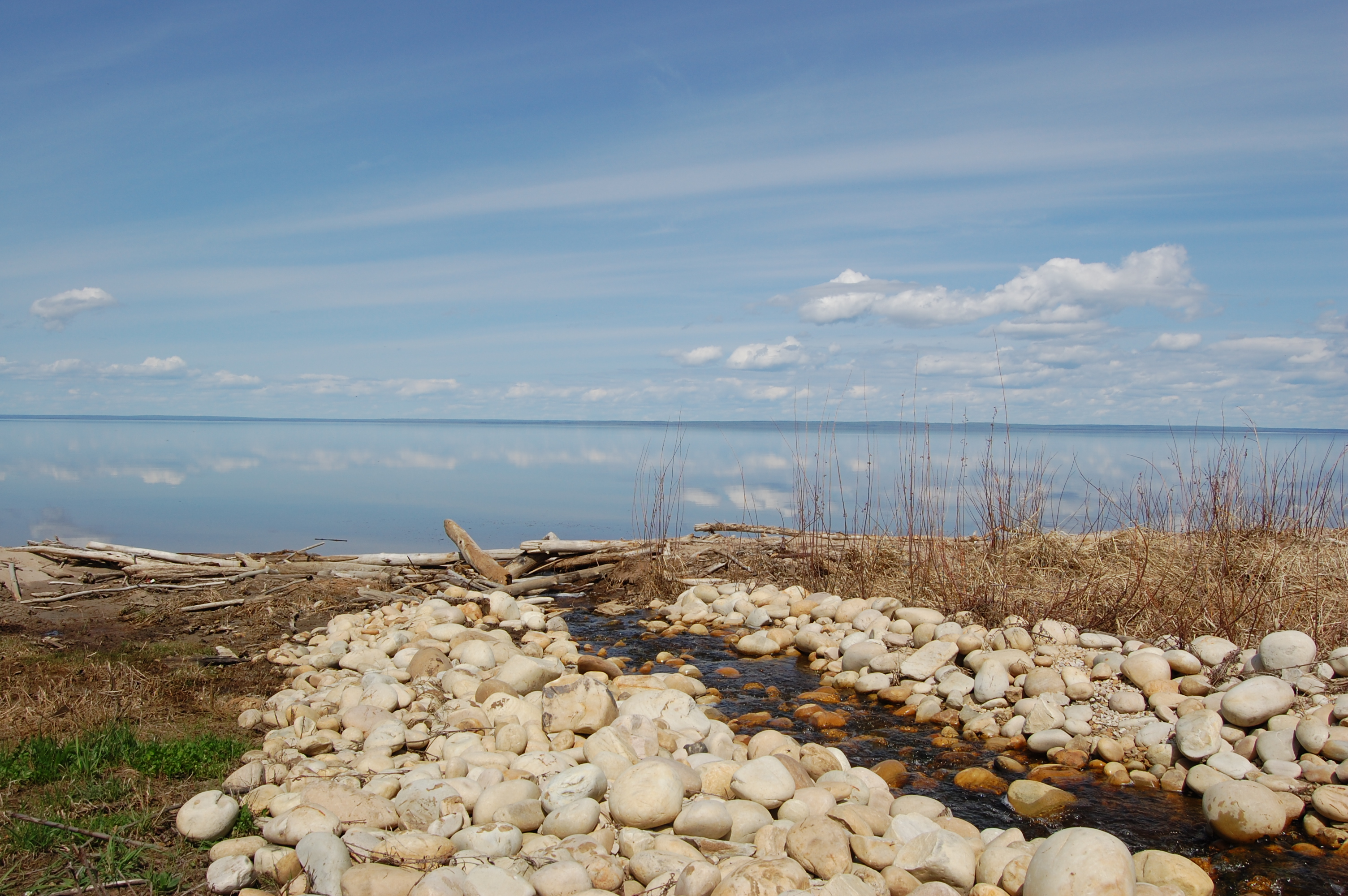
El lago en Canyon Creek

Debido a su ubicación en una de las principales vías de las aves migratorias, el lago Lesser Slave es muy popular entre los observadores de aves. El cercano parque provincial Pequeño Lago de los Esclavos cuenta con instalaciones para acampar junto al lago, situadas en playas de arena así como en algunas playas rocosas. La pesca es muy popular y legal. Toda la costa norte del lago está protegida, además de las reservas parque provincial Hilliard's Bay, Lesser Slave Lake Wildland y Grouard Trail Park Reserve.
La Highway 2 y la Canadian National Railway discurren por la ribera sur del lago, y la Bicentennial Highway tiene su punto más meridional en el extremo oriental del lago.
Los pueblos indígenas han ocupado la región del lago durante al menos mil años. Los Cree del lago se consideran parte de los Cree Indígenas de los Bosques Occidentales que han ocupado el bosque boreal en Alberta desde mediados del siglo XVIII. Esta banda Cree históricamente se originó en la región de la Bahía de Hudson. En las orillas del lago se han establecido otras reservas indígenas: 
- Kapawe'no First Nations Lands 150, 230 y 231 de la Kapawe'no First Nation
- Sucker Creek 150a de la Sucker Creek Cree First Nation
- Drift Pile River 150 de la Driftpile First Nation
- Swan River 150e de la Swan River First Nation
- Sawridge 150g and h Sawridge Band

La ciudad de Slave Lake hizo construir una nueva toma de suministro de agua en 1983 en el canal de salida del lago, a unos 200 metros (656,2 pies) aguas abajo del lago. Esta infraestructura reemplazó una toma anterior que estaba ubicada a poca distancia del nuevo lugar. La antigua estructura había experimentado problemas operativos causados por las fluctuaciones del lecho del lago.

## Ecología
Dado que la dirección del viento dominante es del oeste y noroeste, el sedimento transportado por la costa tiende a acumularse cerca de la desembocadura del lago hacia el pequeño río de los esclavos. Como el viento no sopla muy a menudo del sur o del este, hay poco transporte de sedimento en la dirección opuesta. Es por eso que el lago tiene una extensa playa en su costa este.
A principios de los años 1980, se construyeron ocho cortafuegos y una presa en la desembocadura del lago a lo largo del extremo aguas arriba del pequeño río de los esclavos. El objetivo de estas obras era controlar el nivel del lago en un rango más estrecho.

## Accidentes

### Avioneta, 1968
El 14 de febrero de 1968, un avión Cessna 182H CF-WUK se estrelló en el lago debido a que se formó hielo en las alas y provocó que el piloto perdiera el control. El piloto era ex comandante del escuadrón 501 durante la Segunda Guerra Mundial. Tanto el piloto como sus dos pasajeros murieron en el accidente.

### Helicóptero, 2011
El 20 de mayo de 2011, mientras luchaba contra un fuego en Slave Lake un helicóptero Bell 212 se estrelló en el lago, falleciendo su piloto, Jean-Luc Deva de Montreal, de 54 años. En el primer aniversario, un parque en el arroyo Canyon fue nombrado en honor de Deva.